# Prima împărțire a Poloniei
| Imagine indisponibilă                                  |  | Imagine indisponibilă                                                                             |
| Uniunea Polono-Lituaniană în 1772, înaintea împărțirii |  | Uniunea Polono-Lituaniană după Prima Împărțire, devenită protectorat al Imperiului Rus, 1773-1789 |

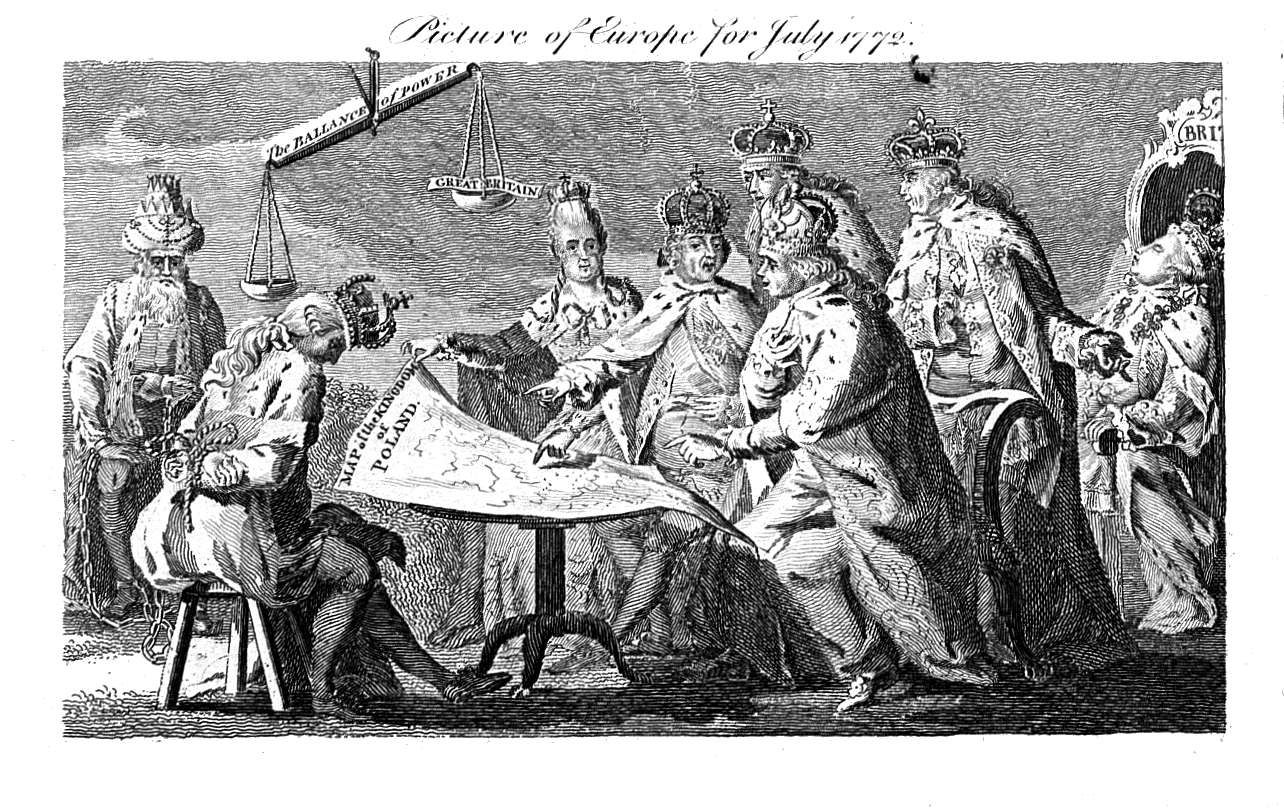
Imaginea Europei în iulie 1772, stampă satirică britanică

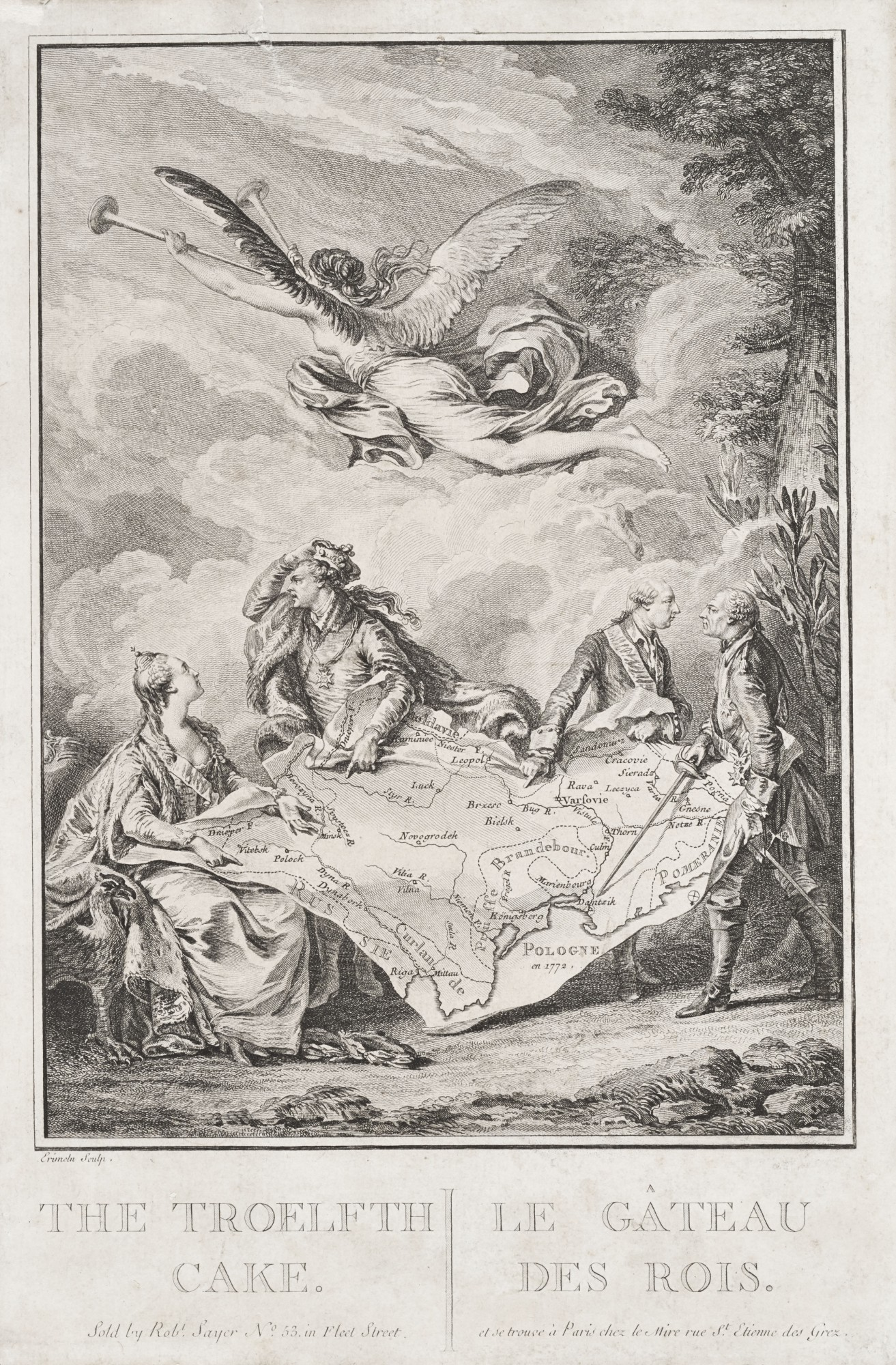
Tortul regilor, alegorie franceză din 1773 de Jean-Michel Moreau le Jeune descriind prima împărțire a Poloniei.

Prima împărțire a Poloniei sau, mai precis, prima împărțire a Uniunii Polono-Lituaniene a avut loc în 1772 și a fost prima dintre cele trei divizări care au pus capăt existenței Uniunii Polono-Lituaniene în 1795. Creșterea puterii Imperiului Rus, care amenința  Regatul Prusiei și Arhiducatul Austriei (monarhie dominată, ca și Sfântul Imperiu Roman, de puternica dinastie Habsburgică), a fost principalul motiv care a stat la baza acestei prime divizări. Frederick cel Mare a pus la cale împărțirea pentru a împiedica Austria, invidioasă pe succesele Rusiei împotriva Imperiului Otoman, să declanșeze un război. Teritoriul Uniunii slăbite, inclusiv cel deja controlat de Rusia, a fost împărțit între vecinii săi mai puternici—Austria, Rusia și Prusia—pentru a stabiliza echilibrul puterilor în Europa de Est între aceste trei țări. Cum Polonia nu mai putea să se apere și armatele străine deja ocupau o parte din țară, parlamentul polonez (Seimul) a ratificat cesiunile teritoriale în 1773 în timpul așa-numitului Seim al Împărțirii convocat de cele trei puteri.

## Context
La sfârșitul secolului al XVII-lea și începutul secolului al XVIII-lea, Uniunea Polono-Lituaniană a decăzut din statutul de mare putere europeană la cel de protectorat (vasal, stat-satelit), țarul Rusiei numind practic monarhii electivi polono-lituanieni, influențând alegerile care ar fi trebuit să fie libere și hotărând rezultatele tuturor dezbaterilor din politica internă a Poloniei, cum a fost cazul cu Seimul lui Repnin, denumit astfel după ambasadorul rus care i-a prezidat neoficial lucrările.
Prima împărțire a avut loc după modificarea echilibrului puterilor în Europa, în urma victoriilor rusești împotriva otomanilor în Războiul Ruso-Turc din 1768–1774 care a întărit Rusia și a pus în pericol interesele Habsburgilor în regiune (în special în Moldova și Țara Românească). În acel moment, Austria Habsburgică a început să ia în calcul perspectiva declanșării unui război contra Rusiei.
Franța, având relații bune cu Rusia și Austria, a propus o serie de modificări teritoriale, prin care Austria să fie recompensată cu părți din Silezia Prusacă, iar Prusia să primească în schimb Ermlandul (Warmia) poloneză și alte părți din fiefurile Poloniei, Ducatul Curlandei și Semigaliei—deja aflat sub hegemonie a germanilor baltici. Regele Frederick al II-lea al Prusiei nu avea intenția de a ceda Silezia recent cucerită în Războaiele Sileziei; era însă interesat și el să găsească o soluție pașnică—alianța sa cu Rusia era pe cale să-l atragă într-un potențial război cu Austria, iar Războiul de Șapte Ani slăbise finanțele și armata Prusiei. El era interesat și să protejeze slăbitul Imperiu Otoman, care putea fi utilizat în mod avantajos în caz că Prusia ar fi intrat în conflict fie cu Austria, fie cu Rusia. Fratele lui Frederick, prințul Henric, a petrecut iarna 1770–1771 ca reprezentant al curții prusace la Sankt Petersburg. Cum Austria anexase în 1769 13 orașe din Spiš (încălcând tratatul de la Lubowla), Ecaterina a II-a a Rusiei și consilierul ei, generalul Ivan Cernîșiov i-au sugerat lui Henric că Prusia poate revendica unele teritorii polone, cum ar fi Ermlandul. După ce Henric l-a informat de această propunere pe Frederick, acesta din urmă a propus împărțirea zonelor de graniță ale Poloniei între Austria, Prusia și Rusia, cea mai mare parte urmând să ajungă la statul cel mai slăbit de recentele modificări ale echilibrului puterilor, și anume la Austria. Astfel, Frederick a încercat să încurajeze Rusia să-și îndrepte expansiunea către Polonia cea slabă și disfuncțională, în locul Imperiului Otoman. Omul politic austriac Wenzel Anton Graf Kaunitz, a propus în schimb ca Prusia să ia unele teritorii poloneze în schimbul cedării Sileziei către Austria, dar Frederick nu a fost de acord.
Deși timp de câteva decenii (de pe vremea Seimului Tăcut), Rusia considera Polonia ca fiind protectoratul său, Polonia fusese devastată și de un război civil în care forțele Confederației de la Bar au încercat să scoată Polonia de sub controlul rusesc. Recenta răscoală Koliivșcina și alte răscoale ale cazacilor din Ucraina slăbiseră și ele poziția Poloniei. Mai mult, regele polon, susținut de Rusia, Stanisław August Poniatowski, era considerat a fi prea slab și prea independent în gândire; în cele din urmă, curtea țarinei a hotărât că utilitatea Poloniei ca protectorat scăzuse. Cele trei puteri și-au justificat oficial acțiunile drept compensație pentru efortul de a rezolva problemele unui vecin instabil și drept restaurare a ordinii într-o țară în anarhie (Confederația de la Bar a constituit un pretext convenabil); de fapt, toate trei erau interesate în cuceriri teritoriale.
După ce Rusia a ocupat Principatele Dunărene, Henric i-a convins pe Frederick și pe arhiducesa Maria Terezia a Austriei că echilibrul puterilor va fi păstrat mai degrabă printr-o împărțire tripartită a Uniunii Polono-Lituaniene, decât prin anexarea de către Rusia de protectorate și teritorii otomane. Sub presiunea Prusiei, care de multă vreme dorea să anexeze Prusia Regală, regiune din nordul Poloniei, cele trei puteri au căzut de acord asupra primei împărțiri a Poloniei, în lumina posibilei alianțe austro-otomane, doar cu mici obiecții din partea Austriei, care în schimb ar fi preferat să primească mai multe teritorii otomane în Balcani, regiune râvnită de multă vreme de către Habsburgi. Rușii s-au retras și din Moldova, depărtându-se astfel de frontierele Austriei. Încercarea confederaților de la Bar de a-l răpi pe regele Poniatowski la 3 noiembrie 1771 a dat celor trei curți un nou pretext de a arăta cu degetul „anarhia poloneză” și necesitatea ca vecinii să intervină și să „salveze” țara și cetățenii ei.

## Începutul divizării
În 1769—71, deja atât Austria cât și Prusia ocupaseră câteva teritorii de frontieră ale Uniunii, Austria luând comitatul Szepes în 1769-1770 și Prusia încorporând Lauenburg și Bütow. La 19 februarie 1772, acordul de divizare a fost semnat la Viena. Un alt acord anterior între Prusia și Rusia se semnase la Sankt Petersburg la 6 februarie 1772. La începutul lui august, armate rusești, prusace și austriece au pătruns simultan pe teritoriul Uniunii și au ocupat provinciile convenite. La 5 august, cele trei părți au semnat fiecare tratatul privind propriile cuceriri teritoriale pe seama Uniunii.
Regimentele Confederației de la Bar, ai căror conducători fuseseră obligați să părăsească Austria (care până atunci îi susținuse) după ce și această țară a aderat la alianța ruso-prusacă, nu au depus armele. Multe cetăți deținute de acestea au rezistat cât mai mult posibil; castelul Wawel din Cracovia a căzut abia la sfârșitul lui aprilie al anului următor; cetatea Tyniec a rezistat până la sfârșitul lui iulie 1772; Częstochowa, sub comanda lui Kazimierz Pułaski, a rezistat până la sfârșitul lui august. În cele din urmă, Confederația de la Bar a fost învinsă, și membrii ei au fugit în străinătate sau au fost deportați în Siberia de către ruși.

## Împărțirea teritoriului
Tratatul de divizare a fost ratificat de semnatarii săi la 22 septembrie 1772. A reprezentat un mare succes pentru Frederick al II-lea al Prusiei: Porțiunea prusacă, deși era cea mai mică, era și cea mai bine dezvoltată și mai importantă din punct de vedere strategic. Prusia a luat cea mai mare parte din regiunea Prusia Regală, inclusiv Ermlandul, ceea ce i-a permis lui Frederick să lege Prusia Orientală de Brandenburg. Prusia a anexat și nordul Poloniei Mari de-a lungul râului Noteć (Districtul Netze), și nordul Cuiaviei, dar nu și orașele Gdańsk și Toruń. Teritoriile anxate de Prusia au devenit în 1773 o nouă provincie prusacă denumită Prusia Occidentală. În total, Prusia a obținut 36.000 km² cu circa 600.000 de locuitori. Conform lui Jerzy Surdykowski, Frederick cel Mare a introdus rapid coloniști germani în teritoriile cucerite și s-a angajat în germanizarea teritoriilor poloneze Conform lui Christopher Clark, 54% din regiune și 75% din populația urbană era formată din protestanți germanofoni. În următorul secol, acesta a fost dat de istoricii germani naționaliști ca motiv de justificare a împărțirii, dar în calculele de la vremea respectivă raportul etnic era irelevant; pe Frederick nu-l interesa cultura germană, și urmărea doar o politică imperialistă, acționând pe baza intereselor de siguranță a statului său. Noile teritorii au legat Prusia cu Germania propriu-zisă, și aveau o mare importanță economică. Ocupând nord-vestul Poloniei, Prusia a tăiat pe loc accesul Poloniei la Marea Baltică, și a preluat 80% din comerțul exterior al Uniunii. Aplicând taxe vamale uriașe, Prusia a accelerat inevitabila prăbușire a statului polono-lituanian.
În ciuda unor critici izolate din partea împărățesei Maria Terezia, politicianul austriac Wenzel Anton Graf Kaunitz a considerată că porțiunea primită de Austria reprezintă o compensație amplă; deși Austria era cea mai puțin interesată parte, ea a primit cea mai populată porțiune din Polonia, și a doua ca suprafață (83.000 km² cu 2.650.000 de oameni). Austria a luat Zatorul și Auschwitzul (Oświęcim), parte din Polonia Mică cu părți din regiunile Cracovia și Sandomierz (cu bogatele mine de sare Bochnia și Wieliczka), precum și întreaga Galiție, mai puțin orașul Cracovia.
Rusia a primit cea mai mare suprafață, dar și zona cu cea mai mică importanță economică, din nord-est. Prin acest „document diplomatic” Rusia a luat în posesie teritoriile Uniunii de la este de linia formată de râurile Dvina, Drut și Nipru — acea parte din Livonia ce încă mai rămăsese sub controlul Uniunii, și cea din Belarus cu regiunile Vitebsk, Poloțk și Mstislavl. Rusia a cucerit 92.000 km² și 1.300.000 de locuitori, și a reorganizat aceste teritoriu în gubernia Ekaterinoslav și gubernia Moghilev.
Prin această primă împărțire, Uniunea Polono-Lituaniană a pierdut circa 211.000 km² (30% din teritoriul său de circa 733.000 km²), cu o populație de 4–5 milioane de locuitori (circa o treime din populația de 14 milioane de locuitori dinaintea divizării).

## Urmări

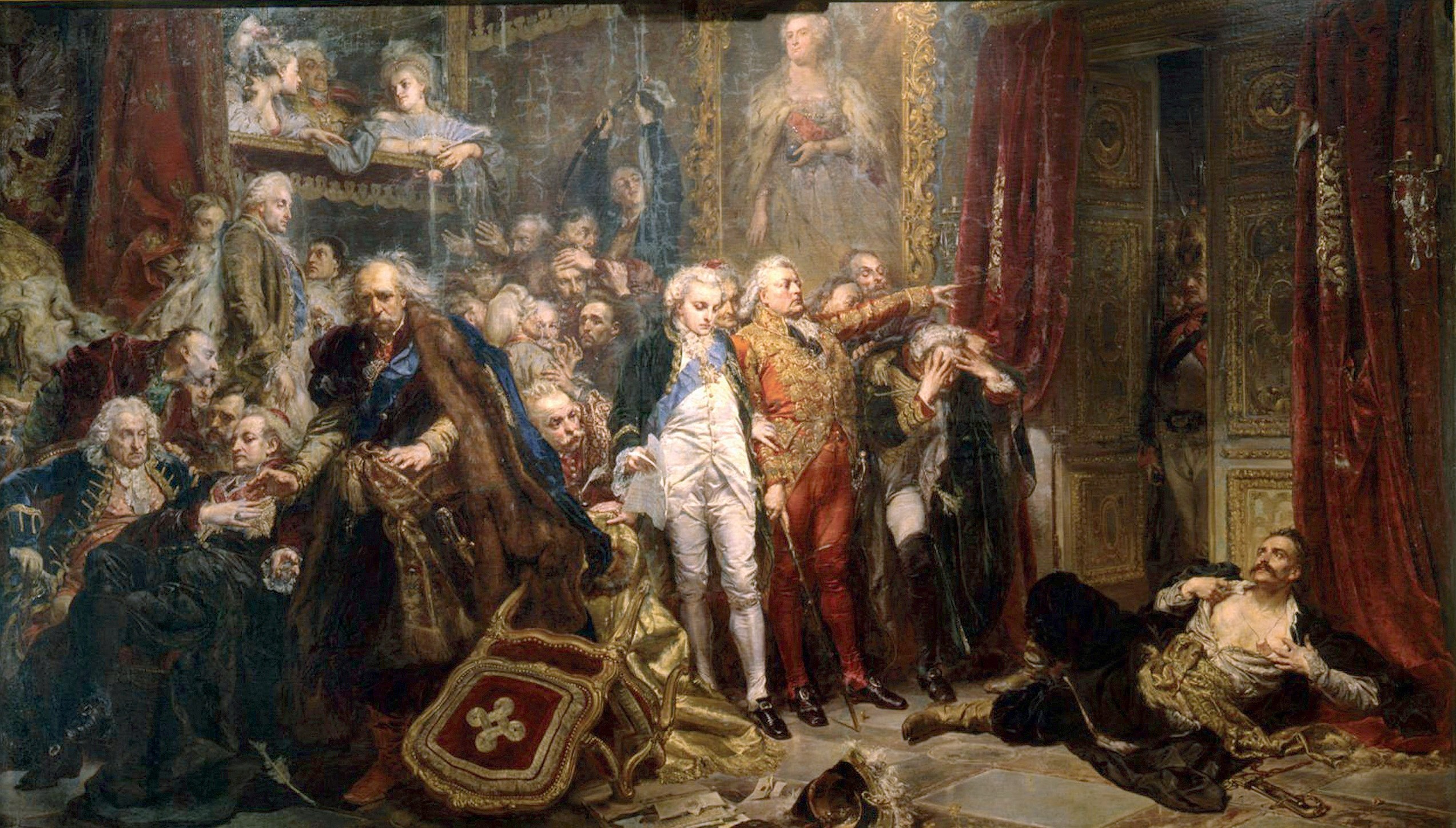
Rejtan - Căderea Poloniei, ulei pe pânză de Jan Matejko, 1866, 282 x 487 cm, Castelul Regal din Varșovia.

După ce au ocupat fiecare teritoriul său, cele trei puteri au cerut regelui Stanisław August Poniatowski și Seimului să le aprobe acțiunea. Regele a făcut apel la țările din Europa Occidentală cerând ajutor și a tergiversat convocarea Seimului. Puterile europene au reacționat cu indiferență; doar câteva voci — cum ar fi cea a lui Edmund Burke — au protestat.
Cum nu se întrezărea niciun ajutor și armatele vecinilor aliați au ocupat Varșovia pentru a impune prin forța armelor convocarea adunării, nu a mai rămas nicio variantă în afara supunerii la dorințele lor. Senatorii care s-au opus au fost amenințați de ruși, prin intermediul ambasadorului lor, Otto von Stackelberg, care a declarat că, în caz de refuz, întreaga capitală Varșovia avea să fie distrusă. Printre alte amenințări se numărau cele cu execuția, confiscarea moșiilor și mărirea teritoriilor anexate; așa cum arată Edward Henry Lewinski Corwin, unii senatori au fost chiar arestați de ruși și deportați în Siberia.
Adunările locale (Sejmikurile) au refuzat să aleagă deputați pentru Seim și, după mari dificultăți, mai puțin de jumătate din numărul membrilor Seimului s-au întrunit în ședința prezidată de mareșalul Seimului, Michał Hieronim Radziwiłł și de Adam Poniński; cel din urmă era unul dintre numeroșii nobili poloni aflați în solda rușilor și răspunzând la comenzile acestora. Acest seim a primit titulatura de Seimul Împărțirii. Pentru a preveni perturbarea deciziilor Seimului prin liberum veto (deciziile unui Seim normal se luau în unanimitate) și pentru a asigura îndeplinirea scopurilor invadatorilor, Poniński a transformat Seimul ordinar într-un seim confederat, unde deciziile se luau cu votul majorității. În ciuda eforturilor unor deputați ca Tadeusz Rejtan, Samuel Korsak și Stanisław Bohuszewicz, aprobarea raptului teritorial a fost validată cu ajutorul lui Poniński, Radziwiłł, și al episcopilor Andrzej Młodziejowski, Ignacy Jakub Massalski și Antoni Kazimierz Ostrowski (primatul Poloniei), care ocupau posturi înalte în Senat. Seimul a ales o comisie de treizeci de membri pentru a trata diversele chestiuni prezentate. La 18 septembrie 1773, comisia a semnat oficial tratatul de cesiune teritorială, renunțând la toate drepturile comunității asupra teritoriilor pierdute.